# Дар-эль-Кебира
Дар-эль-Кебира (араб. الدار الكبيرة‎) — поселение на западе Сирии, в мухафазе Хомс. Расположено на реке Эль-Аси.
Находится к северо-западу от города Хомса. Ближайшие населённые пункты — Эль-Ганто и Тайр-Маала на северо-востоке. По данным Центрального статистического бюро (ЦСБ), население города по итогам переписи 2004 года составило 7280 человек.

## История
В ходе вооружённого конфликта в Сирии был захвачен боевиками САС, в мае 2014 года освобождён правительственными силами.